# 維珍集團
維珍集團（英語：Virgin Group）是英國多家使用維珍作為品牌名稱的企業所組成的集團。

## 历史
1970年由英國商人理查德·布蘭森創辦。集團業務範圍包括旅遊、航空、娛樂業等。
理查德·布蘭森對維珍品牌擁有控制權，但其屬下機構的組成則各有不同且甚為複雜。每家維珍集團旗下的公司皆為獨立經營，部份由理查德·布蘭森全資擁有，但其他則只有一部份股權。他亦有把品牌授權予購買他旗下公司部門的機構，如維珍電台（今蘇格蘭傳媒一部份）及維珍音樂（今EMI一部份），亦有一些例外，全部原本均屬維珍全資附屬公司。
要理解維珍集團的結構，可以把理查德·布蘭森理解為風險基金投資者，為旗下所有投資使用同一品牌名稱。

## 維珍品牌（由不同股東擁有）
- 維珍活力（Virgin Active） - 分布于南非、意大利和英国的健身俱乐部连锁
- 維珍美國航空（Virgin America） - 2006年在美国成立的廉價航空公司，已于2018年脱离维珍集团并入阿拉斯加航空。
- 維珍航空（Virgin Atlantic Airways） - 基于伦敦希思罗机场的国际航空公司
- 維珍澳洲航空（Virgin Australia）- 由美國貝恩資本投資公司持股95% - 澳洲航空公司
- 維珍气球航线（Virgin Balloon Flights） - 热气球运营商
- 維珍出版社（Virgin Books） - 书籍出版、零售、发行业务
- 維珍婚礼（Virgin Brides） - 设立于曼彻斯特的婚礼用品店
- 維珍汽车（Virgin Cars） - 英国廉价汽车销售商
- 維珍電影院（Virgin Cinema） - 已停业
- 維珍化妆品（Virgin Cosmetics） - 专门于网上或店铺销售Virgin Vie化妆品
- 維珍信用卡（Virgin Credit Card）
- 維珍数码（Virgin Digital） - 网上数码音乐销售业务
- 維珍飲料（Virgin Drinks） - 生产“維珍可乐”等饮料
- 維珍電器（Virgin Electronics） - 前为“維珍脉冲公司”，主要销售日用电器
- 維珍体验日（Virgin Experience Days） - 组织各种公司或消费者体验活动
- 維珍特快（Virgin Express） - 廉价的欧洲航线
- 維珍銀河（Virgin Galactic） - 太空旅遊运营商
- 維珍遊戲（Virgin Games） - 網上博彩业务
- 維珍假期（Virgin Holidays） - 英国旅游社
- 維珍互動（Virgin Interactive） - 游戏发行商（1998年把西木工作室賣給了美商藝電）
- 維珍珠宝（Virgin Jewellery） - 珠宝销售
- 維珍限量（Virgin Limited Edition） - 高级旅游社
- 維珍单车（Virgin Limobike） - 位于伦敦的自行车服务
- 維珍房车（Virgin Limousines）- 于旧金山与北加利福尼亚运营的客车服务业务
- 維珍媒體（Virgin Media） - 網路，手機，電視
- 維珍複合書店（Virgin Megastores） - 又譯為「維珍大卖场」，開設大型街邊店或線上銷售CD、DVD、游戏等娛樂產品的业务
- 維珍電信（Virgin Mobile） - 移动电话网络供应商
- 維珍財務（Virgin Money） - 貸款服務公司
- 維珍尼日利亞（Virgin Nigeria） - 于尼日利亞运营的国际和国内航线
- 維珍軌道（Virgin Orbit） - 太空發射運營商
- 維珍遊戲（Virgin Play） - 位于西班牙的遊戲发行商
- 維珍電台（Virgin Radio） - 主要業務在英国，另延伸至法国及亚洲地区
- 維珍唱片（Virgin Records） - 隶属于百代唱片
- 維珍薩摩亞航空（Virgin Samoa） - 萨摩亚国际航线
- 維珍斯芭（Virgin Spa） - 化妆品零售店
- 維珍鐵路（Virgin Trains） - 主要运营于英国境内
- 美國維珍鐵路（Virgin Trains USA）- 主要运营于美国佛罗里达州
- 維珍聯合（Virgin Unite） - 慈善机构
- 維珍服飾（Virgin Ware） - 服饰零售店
- 維珍酒業（Virgin Wines）
- Virgin.net - 互联网业务，现隶属于NTL公司
- V2唱片（V2 Records） - 独立唱片公司
- 維珍盛会（V Festival） - 主要在英国举办的音乐盛会
- The Trainline.com - 网上火车票订购服务
- 蓝天假期（Blue Holidays） - 旅遊社

## 參看
- 理查德·布蘭森

## 外部連結
- 維珍集團官方網站 （页面存档备份，存于）